# Bironium maindai
Espèce
Bironium maindai est une espèce de coléoptères de la famille des Staphylinidae et de la sous-famille des Scaphidiinae.

## Répartition et habitat
Cette espèce est décrite de la province de Papouasie, en Indonésie.

## Systématique
Le nom valide complet (avec auteur) de ce taxon est Bironium maindai Löbl, 2021.

## Étymologie
Son épithète spécifique, maindai, lui a été donnée en l'honneur de l'entomologiste allemand Tobias Mainda (d) (né en 1994) qui a collecté le spécimen type.

## Publication originale
- (en) Ivan Löbl, « A review of the Bironium Csiki, 1909 (Coleoptera: Staphylinidae: Scaphidiinae) of New Guinea and the Moluccas », Acta Musei Moraviae, Scientiae Biologicae, vol. 106, no 2,‎ 2021, p. 227-248 (ISSN 1211-8788, lire en ligne).